# AS-203
AS-203 (англ. Apollo-Saturn 203, Аполлон-Сатурн-203) — безпілотний орбітальний випробувальний політ за американською космічною програмою Аполлон. Другий запуск двоступеневої ракети-носія Сатурн-1Бі.
За програмою випробувалась можливість другого увімкнення двигуна ступеня IVБі мав після півтора обертів для виходу на траєкторію польоту
до Місяця.
Метою запуску було: оцінити роботу відсіку інструментів в орбітальному польоті, а також отримати інформацію про роботу систем охолодження і вентиляції, переміщення рідин і передачу тепла у паливних баках, роботу систем орієнтації і терморегулювання, системи управління польотом.
Для запуску використовувались: перший ступінь (ІБі), другий ступінь (IVБі), відсік приладів, носовий обтічник.

## Підготовка
Проблеми з підготовкою модуля Аполлона затримали запуск AS-202, тому AS-203 став другим запуском ракети-носія Аполлон.
19 квітня було встановлено перший ступінь, наступного дня — другий ступінь, відсік приладів і носовий обтічник.
Перевірка затрималась внаслідок збоїв у роботі комп'ютерів, імовірно спричинених друкованими платами.
До 24 травня техніки замінили 2 000 плат і мали замінити ще 6 000.
У червні на космодромі було встановлено три ракети — Сатурн 500-Еф, AS-202, AS-203, що було небезпечно при наближенні урагану.
Запланований на 30 червня запуск AS-203 відклали внаслідок проблем і для запуску Експлорера-33, що відбувся 1 липня.
5 липня відбулося три зупинки зворотного відліку:
- на 4 хвилини для перевірки якості сигналу з телевізійних камер;

- на 98 хвилин внаслідок втрати сигналу з однієї телекамери — було вирішено здійснити запуск з однією працездатною камерою;

- на 1 хвилину внаслідок втрати сигналу системи відстеження траєкторії з радара на Бермудських островах.

## Політ
5 липня відбувся успішний запуск другого ступеня масою 26,5 тонн на орбіту.
Впродовж чотирьох обертів навколо Землі було випробувано вплив перепадів тиску на ступінь, після зростання тиску понад норму ступінь зруйнувався.

## Наслідки
В польоті було досліджено поведінку зрідженого водню у невагомості завдяки 83 м датчикам і двом телекамерам всередині баку. Хоча з ладу вийшла одна телевізійна камера, інша працювала нормально.
Також було перевірено роботу нового відсіку приладів.
Політ дозволив визначити готовність ступеня IVБі до роботи третім ступенем Сатурна-5, що був необхідний для виходу на траєкторію польоту до Місяця.